# Pullimosina antennata
Pullimosina antennata är en tvåvingeart som först beskrevs av Oswald Duda 1918.  Pullimosina antennata ingår i släktet Pullimosina och familjen hoppflugor. Inga underarter finns listade i Catalogue of Life.